# 王雄 (海南官员)
王雄（1957年7月—），男，黎族，海南五指山人，中华人民共和国政治人物，曾任海南省陵水黎族自治县县委副书记、县长，第十一届全国人民代表大会海南地区代表。

## 生平
王雄毕业于广东民族学院数理专业。2008年起担任全国人大代表。